# アデール代数群
抽象代数学において，アデール代数群（アデールだいすうぐん，英: adelic algebraic group）は数体 K 上の代数群 G と K のアデール環 A = A(K) 上で定義される半位相群である．それは、代数群 G の A-値点全てからなる；適切な位相の定義は G が線型代数群のときに限り簡単である．G がアーベル多様体のときにはそれは技術的な障害を表す．概念は潜在的には玉河数との関係で有用であることが知られてはいるが．アデール上の代数群は数論において広く用いられ，特に保型表現論と二次形式の数論において用いられる．
G が線型代数群のとき，それはアファイン N-空間におけるアファイン代数多様体である．アデール代数群 G(A) 上の位相はアデール環の N 個のコピーのデカルト積 AN の部分空間位相が取られる．

## イデール
重要な例であるイデール群 (idele group) I(K) は G = GL1 の場合である．ここでイデール（idele あるいは idèle, [ɪˈdɛlz]）の集合は可逆なアデールの全体からなる；しかしイデール群の位相はアデールの部分集合としての位相ではない．そうではなく，GL1 が2次元アフィン空間において {(t, t−1)} によってパラメトリックに定義された'双曲線'として入っていると考えて，イデール群に正しく割り当てられた位相は A2 への包含から誘導されるものである；射影と合成して，イデールは A の部分空間位相よりも細かい位相を持っていることが従う．
AN の中に積 KN は離散部分群として入っている．これは G(K) が G(A) の離散部分群であることも意味する．イデール群の場合には，商群
I(K)/K×
はイデール類群である．これはイデアル類群と密接に関係している（より大きいが）．イデール類群はそれ自身はコンパクトではない；イデールはまずノルム 1 のイデールで置き換えられなければならず，するとイデール類群におけるそれらの像はコンパクト群である；これの証明は類数の有限性と本質的に同値である．
イデール類群のガロワコホモロジーの研究は類体論において中心的な事柄である．イデール類群の指標は，今では通常ヘッケ指標と呼ばれるが，L 関数の最も基本的なクラスを生じる．

## 玉河数
より一般の G に対して，玉河数は G(A)/G(K) の測度として定義される（あるいは間接的に計算される）．
玉河恒夫の観察は K 上定義された G 上の不変微分形式 ω から始めて関係した測度が well-defined であるということだった：ω は c を K の非零元として cω に置き換えることもできるが，K の付値の積公式は，各有向因子上 ω から構成された積測度に対して，商の測度の c からの独立性を反映する．半単純群に対する玉河数の計算は古典的な二次形式の理論の重要な部分を含む．

## 用語の歴史
歴史的には idèle が  Chevalley (1936) によって "élément idéal"（フランス語で「理想元」）の名の下で導入され，Chevalley (1940) がハッセの提案に従って "idèle" に省略した．（これらの論文において彼はハウスドルフでない位相のイデールを与えることもした．）これは無限次拡大に対して位相群のことばで類体論を定式化するためであった．Weil (1938) は関数体の場合にアデールの環を定義し（たが名づけなかった），Idealelemente のシュバレーの群がこの環の可逆元の群であることを指摘した．Tate (1950) はアデールの環を制限直積として定義したが，彼はその元をアデールではなく "valuation vector" と呼んだ．
Chevalley (1951) は関数体の場合に "repartitions" の名の下でアデールの環を定義した．用語 adèle（additive idèle の省略で，フランス人女性の名前でもある）は，まもなくその後使われた (Jaffard 1953)．アンドレ・ヴェイユが導入したのであろう．Ono (1957) によるアデール的代数群の一般的な構成はアルマン・ボレルとハリシュ・チャンドラによって基礎づけられた代数群の理論に続いた．